# Richard Meade (4e comte de Clanwilliam)
Richard James Meade (3 octobre 1832 - 4 août 1907) est un officier de la Royal Navy. En tant qu'officier subalterne, il participe à la bataille d'Escape Creek et à la bataille de Fatshan Creek lors de la campagne contre les pirates chinois. Il participe également à la bataille de Canton, où il est grièvement blessé, lors de la seconde guerre de l'opium.
En tant qu'officier supérieur, Meade est commandant de la réserve de navires à vapeur à Portsmouth, commandant de l'escadron volant et commandant en chef de la station Amérique du Nord et Antilles. Son dernier poste est celui de commandant en chef, Portsmouth.

## Début de carrière

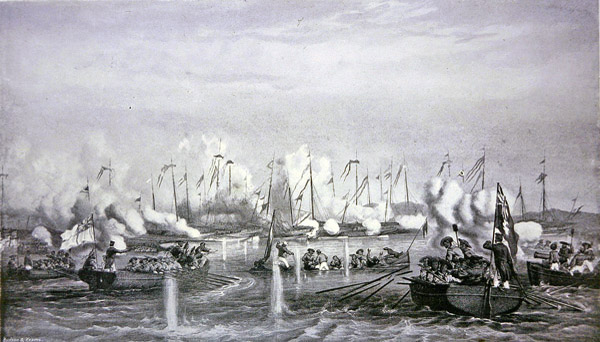
La bataille de Fatshan Creek lors de la campagne contre les pirates chinois

Il est le fils aîné de Richard Meade (3e comte de Clanwilliam) et Elizabeth Meade (fille de George Herbert (11e comte de Pembroke)) et fait ses études au Collège d'Eton et rejoint la Royal Navy en novembre 1845 . Promu lieutenant le 15 septembre 1852, Meade est nommé sur la frégate HMS Impérieuse dans laquelle il sert en mer Baltique pendant la guerre de Crimée . Il est transféré sur la frégate HMS Raleigh en septembre 1856 à destination de la Chine et, bien que le navire ait fait naufrage près de Hong Kong, tout l'équipage survit . Il sert sous le commodore Charles Elliot à la bataille d'Escape Creek en mai 1857 et sous le commodore Henry Keppel à la bataille de Fatshan Creek en juin 1857 pendant la campagne contre les pirates chinois .
Meade est transféré au navire de second rang HMS Calcutta, vaisseau amiral du commandant en chef, East Indies Station, en août 1857 et, ayant débarqué avec la brigade navale, prend part à la bataille de Canton en décembre 1857 pendant la seconde guerre de l'opium. Il est grièvement blessé au bras gauche par une balle tirée d'un gingal . Il est mentionné dans les dépêches, promu commandant le 26 février 1858 et transféré sur le sloop HMS Hornet plus tard ce mois-là.
Promu capitaine le 22 juillet 1859, Meade devient commandant de la corvette HMS Tribune sur la station du Pacifique en 1862 et commandant du cuirassé HMS Hercules dans la flotte de la Manche en 1868 . Il est nommé aide de camp de la reine et devient commandant de la réserve de bateaux à vapeur à Portsmouth en 1872 .

## Commandements

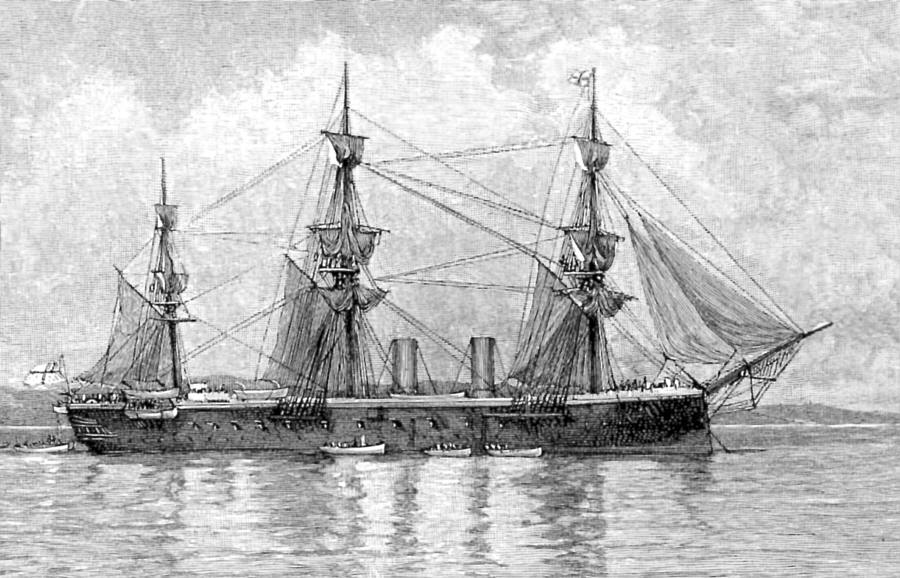
La frégate HMS Inconstant, vaisseau amiral de Meade en tant que commandant de l'escadron volant

Meade devient Lord Naval junior dans le deuxième ministère Disraeli en mai 1874 et est promu contre-amiral le 31 décembre 1876, puis nommé Compagnon de l'Ordre du Bain le 2 juin 1877. Il succède à son père en octobre 1879 et est élevé au rang de Second Lord Naval dans le même ministère en décembre 1879 où il siège jusqu'à la chute du gouvernement en mai 1880 . Il devient commandant du Flying Squadron, avec son drapeau sur la frégate HMS Inconstant en août 1880, et est promu vice-amiral le 26 juillet 1881. Cependant, alors que l'escadron est au port de Sydney le 22 juillet, il « a souffert d'un évanouissement, l'attaque ressemblant à une paralysie ».  Les effets sont suffisamment sévères pour retarder le départ de l'escadre, prévu pour le 24 juillet, au 10 août.

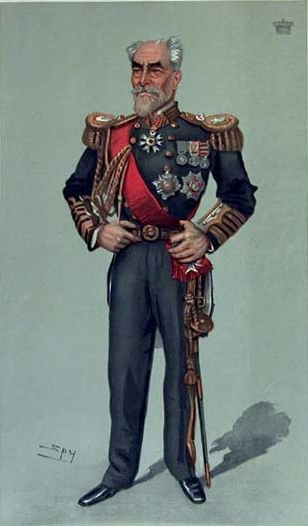
Une caricature de Vanity Fair montrant le comte de Clanwilliam

Meade est nommé chevalier commandeur de l'ordre de Saint-Michel et Saint-Georges le 3 mars 1882  et devient commandant en chef de la station Amérique du Nord et Antilles, avec son drapeau dans le navire de batterie centrale HMS Bellerophon, en août 1885 . Promu au grade d'amiral le 22 juin 1886, il est promu chevalier commandeur de l'ordre du bain le 21 juin 1887.
Meade est nommé commissaire de la Royal Patriotic Fund Corporation en 1888 et devient commandant en chef de Portsmouth en juin 1891 . Promu Amiral de la Flotte le 20 février 1895, il est promu Chevalier Grand-Croix de l'Ordre du Bain le 25 mai 1895.
Il prend sa retraite en octobre 1902 et est décédé à son domicile, Badgemore House, près de Henley-on-Thames d'une pneumonie le 4 août 1907 . Il est enterré dans le caveau familial à Wilton, Wiltshire et ses titres sont transmis à son fils aîné survivant, Arthur Meade (5e comte de Clanwilliam) .

## Famille
Le 17 juin 1867, Meade épouse Elizabeth Kennedy (la fille aînée d'Arthur Edward Kennedy) ; ils ont quatre fils et quatre filles . Un fils cadet est l'amiral Herbert Meade-Fetherstonhaugh, qui adopte le nom de famille Meade-Fetherstonhaugh .